# Rustam Muradov
Rustam Usmanovič Muradov (in russo Рустам Усманович Мурадов?; Činar, 21 marzo 1973) è un generale russo di etnia tabasarana, Eroe della Russia, primo vicecomandante e capo di stato maggiore delle forze terrestri russe da dicembre 2024.

## Biografia
Muradov è nato il 21 marzo 1973 nel villaggio di Činar, distretto di Derbent, nell'allora RSSA Daghestana, da Usman e Umižat Muradov. Ha studiato alla scuola secondaria Činar, poi alla scuola Numero 16 a Machačkala.

### Carriera militare
Muradov si è diplomato presso la Scuola Militare Suvorov di Kazan' nel 1990. Successivamente, è stato assegnato alla città di Bujnaksk, situata nella Repubblica del Daghestan, dove ha ricoperto il ruolo di comandante di un plotone, per poi assumere il comando di una compagnia all'interno della 136ª Brigata fucilieri motorizzata.
Nel 1995, ha completato con lode il corso di studi presso la Scuola Superiore di Comando delle Armi Combinate "S. M. Kirov". Durante il suo servizio, ha partecipato a operazioni significative, tra cui la liberazione del villaggio di Centoroj nel 1996 e la conquista, nel 2000, del quartier generale del leader dei militanti ceceni, Aslan Maskhadov, nel villaggio di Šatoj, durante la quale riportò ferite.
Nel 2005, ha conseguito la laurea presso l'Accademia delle Armi Combinate delle Forze Armate. Tra il 2008 e il 2013, ha ricoperto il ruolo di comandante del 242º Reggimento fucilieri motorizzato, parte della 20ª Armata combinata, e ha successivamente comandato la 17ª e la 36ª Brigata fucilieri motorizzata.
Dal 2013 al 2014, ha diretto il 473º Centro addestramento distrettuale "Lysyčans'k", inserito nel Distretto militare centrale.
Dal 2014 al 2017 ha ricoperto la carica di primo vicecomandante e capo di Stato maggiore della 41ª Armata combinata. Durante il suo mandato, nel 2016, ha svolto la funzione di rappresentante russo in Ucraina per il Centro congiunto per il controllo e il coordinamento del cessate il fuoco, impegnandosi nella stabilizzazione della linea di demarcazione delle parti nel Donbass. In tale occasione, Muradov e altri ufficiali militari russi sono stati oggetto di attacchi da parte di ignoti, subendo bombardamenti con lanciarazzi, cannoni antiaerei e mitragliatrici pesanti.
Nel 2015, Muradov ha conseguito il diploma presso l'Accademia Militare dello Stato Maggiore delle Forze Armate russe. Nel 2017, è stato nominato consigliere militare in Siria, dove ha assunto il comando delle truppe russe nella regione di Deir ez-Zor. Nello stesso anno, a dicembre, è stato designato comandante della 2ª Armata combinata delle guardie, posizione che ha mantenuto fino a gennaio 2019, quando è stato sostituito da Andrej Kolotovkin.
Il 2 febbraio 2020, Muradov è stato promosso al grado di tenente generale. L'11 novembre dello stesso anno, è stato nominato comandante delle forze di pace russe nel Nagorno Karabakh, dopo la conclusione di un accordo di pace che ha posto fine al conflitto nella regione. Sotto la sua guida, circa 1960 militari, 90 mezzi corazzati da trasporto e 380 veicoli e materiali speciali della 15ª Brigata fucilieri motorizzata sono stati dispiegati per garantire il mantenimento della pace. Tuttavia, nel gennaio 2021, le autorità dell'Azerbaigian hanno accusato l'unità di Muradov di mostrare un atteggiamento pro-armeno, in contrasto con la posizione neutrale necessaria per l'attuazione dell'accordo di pace. Muradov è stato sostituito nel dicembre 2021 dal maggior generale Michail Kosobokov.

### Guerra russo-ucraina
Con l'inizio dell'invasione russa dell'Ucraina, nel luglio 2022 Muradov è stato nominato comandante del gruppo forze "Est". Nell'ottobre dello stesso anno è stato nominato comandante del Distretto militare orientale, sostituendo il colonnello generale Aleksandr Čaiko.
Nel febbraio 2023 è stato promosso a colonnello generale insieme al comandante del Distretto militare occidentale, Evgenij Nikiforov. All'inizio di aprile dello stesso anno, il Moscow Times ha affermato che Muradov era stato sollevato dal suo incarico di comandante del Distretto militare orientale, cosa che i media hanno attribuito al fallimento dell'offensiva russa a Vuhledar nel febbraio dello stesso anno, dove si segnalarono perdite di circa 30 veicoli da combattimento della fanteria, per lo più intatti, e di molti soldati russi.
All'inizio del dicembre 2024, Muradov è stato nominato primo vicecomandante delle Forze terrestri russe.

## Vita privata
Muradov è sposato e ha quattro figli: due maschi e due femmine.

## Sanzioni
L'Unione Europea ha inserito Muradov nella sua lista di sanzioni il 28 febbraio 2022 in quanto partecipe all'invasione russa dell'Ucraina. Per simili motivi anche il Regno Unito e la Nuova Zelanda gli hanno imposto sanzioni.